# Gheevarghese Mar Aprem
Gheevarghese Mar Aprem (eigentlich Gheevarghese Kurisummoottil; * 9. August 1961 in Tiruvalla) ist ein indischer syro-malabarischer Geistlicher und Weihbischof in Kottayam.

## Leben
Gheevarghese Kurisummoottil trat nach dem Besuch der Grundschule in das Knabenseminar St. Stanislaw’s in Kottayam ein. Nach dem Abschluss studierte er Philosophie und Theologie am interdiözesanen Priesterseminar St. Joseph in Mangalore. Am 27. Dezember 1987 empfing er das Sakrament der Priesterweihe.
Nach der Priesterweihe war er zunächst für drei Jahre Vizerektor des Knabenseminars. Anschließend war er zehn Jahre lang in verschiedenen Pfarreien in der Gemeindeseelsorge tätig. Von 2001 bis 2004 studierte er an der Heilig-Geist-Universität Kaslik im Libanon und erwarb den Mastergrad im Fach Sakrale Kunst. Anschließend lehrte er Ikonografie am ökumenischen Forschungsinstitut St. Ephrem und theologische Ikonologie am Seminar St. Thomas. Von 2009 bis 2013 leitete er die Kommission für darstellende Künste der Erzeparchie Kottayam. Im Jahr 2014 wurde er Pfarrer in Ranni im Distrikt Pathanamthitta. Seit 2019 war er Synkellos für die in der Erzeparchie Kottayam lebenden syro-malankarischen Gläubigen.
Papst Franziskus ernannte ihn am 29. August 2020 zum Titularbischof von Chaialum und zum Weihbischof in Kottayam. Mit der Ernennung nahm er den Namen Gheevarghese Mar Aprem an. Der Erzbischof von Tiruvalla, Thomas Koorilos Chakkalapadickal, spendete ihm am 14. November desselben Jahres die Bischofsweihe. Mitkonsekratoren waren der Erzbischof von Kottayam, Mathew Moolakkattu OSB, und Jose Pandarassery, Weihbischof in Kottayam.